# Kinnikuman Muscle Grand Prix
 (juillet 2017).
Kinnikuman Muscle Grand Prix  est un jeu de combat développé par Banpresto et édité par Namco en 2006 sur System 256, puis porté sur PlayStation 2.

## Portage
PlayStation 2
2006